# Гогу Пию
Гогу Пию (на румънски: Gogu Puiu) е румънски политик, водач на антикомунистическата съпротива в Северна Добруджа през 1940-те.

## Биография
Гогу Пию е роден в 1918 година във воденското арумънско (влашко) село Горно Граматиково, днес Ано Граматико, Гърция. В 1926 година семейството му емигрира в Румъния и се установява като колонисти в окръг Калиакра, Южна Добруджа. След Крайовската спогодба в 1940 година, когато Южна Добруджа е върната на България, семейството му се изселва в Еникьой (Михаил Когълничану), Северна Добруджа. По време на така наречената Национална легионерска държава Пию е войник и е част от гвардията на маршал Йон Антонеску. Присъединява се към Желязната гвардия като мнозина други арумъни. Легионерското въстание го заварва като полицейски комисар в Кюстенджа (Констанца). Пию бяга от преследванията в България, а оттам в Германия, където се среща с Хория Сима и Константин Папаначе. Пию е част от хората на Папаначе, противопоставящи се на симистите. След войната заедно с Папаначе Пию се установява в Италия.
Западните разузнавателни служби започват да изпращат в Румъния обучени хора, които да създадат съпротивителни групи в Карпатите. Пию предлага на Папаначе на няколко пъти да заминат за Румъния, но среща отказ. В 1945 година. В Белград е вербуван от френските тайни служби. Заловен е от румънските власти и осъден на 1 година за незаконно преминаване на границата. Успява да избяга от затвора във Въкърещи в края на 1947 година и се установява в Добруджа, където организира въоръжена съпротивителна група заедно с Николае Чолаку и Ничя Фундуля и Георге Филиу – всички легионери. Загива в сражение със Секуритате.